# Arma de defensa personal

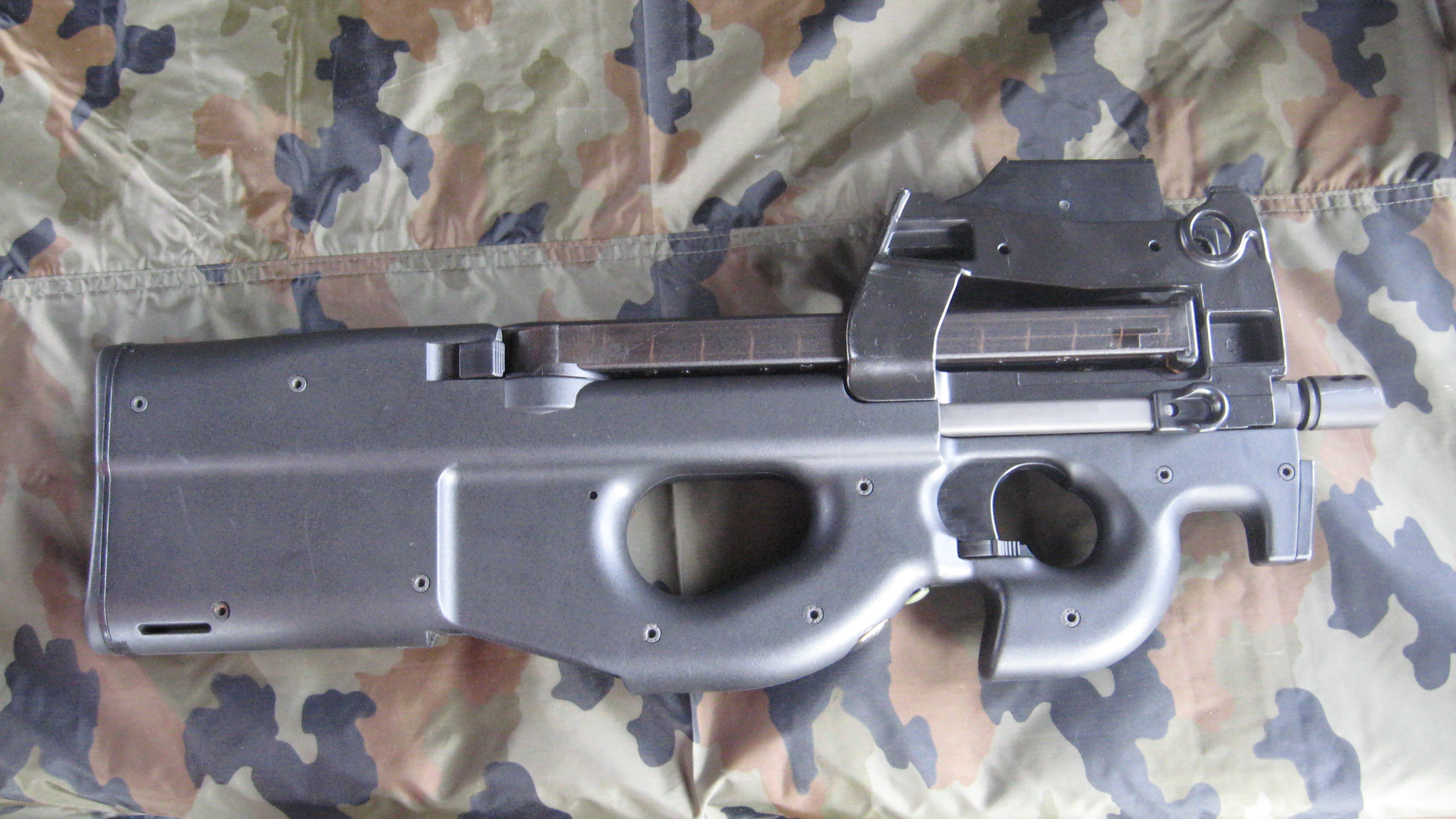
Un FN P90.

Un arma de defensa personal (PDW por sus siglas en inglés) es un tipo de arma de fuego, ocuparía un lugar entre los subfusiles y las carabinas, ya que utiliza municiones de tamaño compacto y capacidad del cargador.
Este tipo de armas fue ideado para dotar de un arma compacta pero poderosa arma de defensa personal a los ingenieros militares, conductores, equipos de artillería o señalizadores. Por su peso y control ligero, estas armas han sido elegidas por fuerzas especiales y policías. Ejemplos de estas armas son el FN P90 y el Heckler & Koch MP7.